# Ulica Panieńska (Stettin)
Die Ulica Panieńska (lateinisch platea dominarum, deutsch bis 1945: Frauenstraße, 1945–1955 Ulica Syreny) ist eine Straße in der Stettiner Stadtsiedlung Stare Miasto im Stadtbezirk Śródmieście.
Panieńska ist eine der wichtigsten und längsten Straßen in der Altstadt von Stettin. Sie verläuft von Nordosten nach Südwesten und verbindet die Straßen Kłodna, Środowa, Kuśnierska, Kurkowa mit Rynek Nowy. Ihre Verlängerung in südwestlicher Richtung ist die Ulica Księcia Mściwoja II. Der Straßenbelag besteht größtenteils aus Kopfsteinpflaster.

## Geschichte

### Mittelalter
Die Ursprünge der heutigen Ulica Panieńska sind eng mit dem mittelalterlichen Frauentor verbunden, das in der Nähe des heutigen Viadukts der Trasa Zamkowa im nördlichen Teil der Straße stand. Das Tor selbst wurde nach einem Zisterzienserinnenkloster benannt, das auf Initiative von Marianne, der Frau von Herzog Barnim I., gegründet wurde. Die Straße, die vom Tor in die Altstadt führt, erhielt den Namen Frauenstraße (fruwenstrate). Nach 1245 wurde an der Kreuzung der Straße mit dem Neuen Markt das Alte Rathaus errichtet. Zwischen 1532 und 1697 stand eine Stadtwaage neben dem Rathaus.

### Nach dem Abriss der Stadtmauer

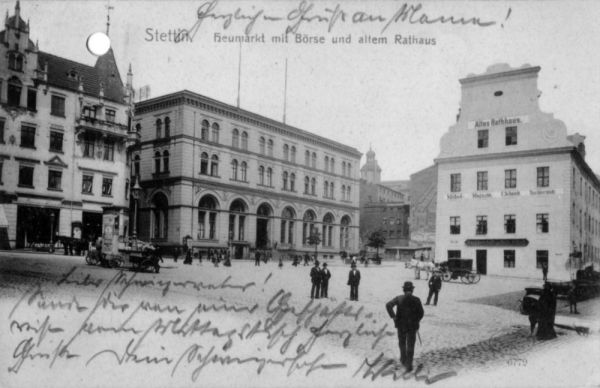
Blick auf Stettiner Börse (im Mittelpunkt der Fotografie) vom Heumarkt

Im Jahr 1795 wurde das alte Frauentor abgerissen. Im 18. Jahrhundert wurde ein neues Tor mit dem Namen Frauentor gebaut und die Straße vom Klostergebäude bis zu den Stadtmauern verlängert. Zwischen 1833 und 1835 wurde an der Straße eine Börse errichtet. Das Frauentor riss man 1880 ab. Nach der Auflösung von Fort Leopold verlängerte man die Straße 1901 bis zum Dampfschiffbollwerk. Im Jahr 1905 wurde das Terrassen-Hotel an der Ecke der Straße und des Bollwerks eröffnet, direkt neben den Hakenterrassen.

### Zwischenkriegszeit
In den frühen 1930er Jahre war Ernst Lehnemann der Stadtarchitekt von Stettin. Er entwarf einen Plan zum Umbau des Verkehrssystems in der Altstadt Stettins, um es an den zunehmenden Autoverkehr anzupassen. Der Plan sah vor, einen Teil der Mietshäuser in der Frauenstraße abzureißen und die Fahrbahn zu verbreitern. Die verbreiterte Straße sollte eine alternative, parallele Verkehrsader zum Bollwerk an der Oder werden. Diese Pläne wurden letztlich nicht verwirklicht.

Plan der Frauenstraße in den 1930er Jahren

### Nach dem Zweiten Weltkrieg

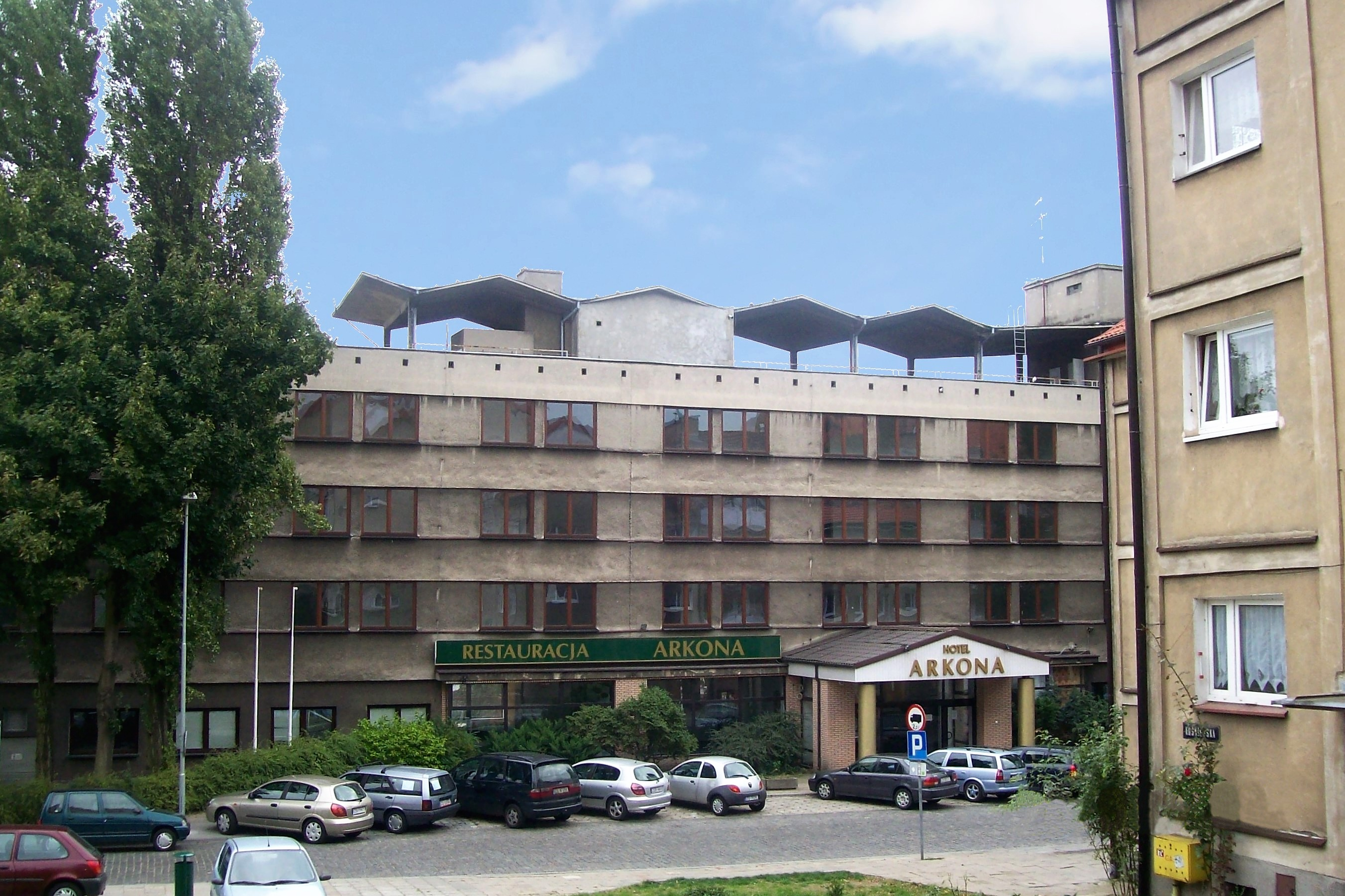
Hotel Arkona

Die Bombenangriffe auf Stettin in den 1940er Jahren haben die Bebauung der Straße in Trümmer verwandelt. Nach dem Kriegsende wurden alle Gebäudereste abgerissen, nur das Alte Rathaus und die Börse blieben erhalten. Die Börse sollte für das Arbeitsamt wiederaufgebaut werden, wurde aber 1951 abgerissen. Zwischen der Kreuzung mit der Ulica Kłodna (deutsch Baumstraße) und der Ulica Kuśnierska (deutsch Pelzerstraße) legte man Rasenflächen an. Man änderte auch den Straßenverlauf: der Abschnitt zwischen dem Bulwar Piastowski (deutsch Bollwerk) und der Ulica Wyszaka (deutsch Klosterhof) änderte seinen Verlauf, während der Abschnitt zwischen Kurkowa (deutsch Loitzenhof) und Szewska (deutsch Schuhstraße) ein Teil der Ulica Księcia Mściwoja II wurde.
In den 1950er Jahren entwickelten die Architekten W. Furmańczyk, W. Jarzynka und L. Kotowski ein Konzept für die neue Bebauung der Altstadt. Unter teilweiser Beibehaltung des alten Straßenrasters entwarfen sie eine Siedlung aus niedrigen, drei- bis vier- oder fünfgeschossigen Blöcken mit flachen Plattenbauten und Satteldächern. Im Rahmen dieses Projekts wurde zwischen der Kreuzung mit der Ulica Kuśnierska und der Ulica Kurkowa ein Block errichtet. In den 1970er Jahren entstand das Hotel Arkona zwischen den Ulica Środowa und Rynek Nowy.

### Beginn des Wiederaufbaus

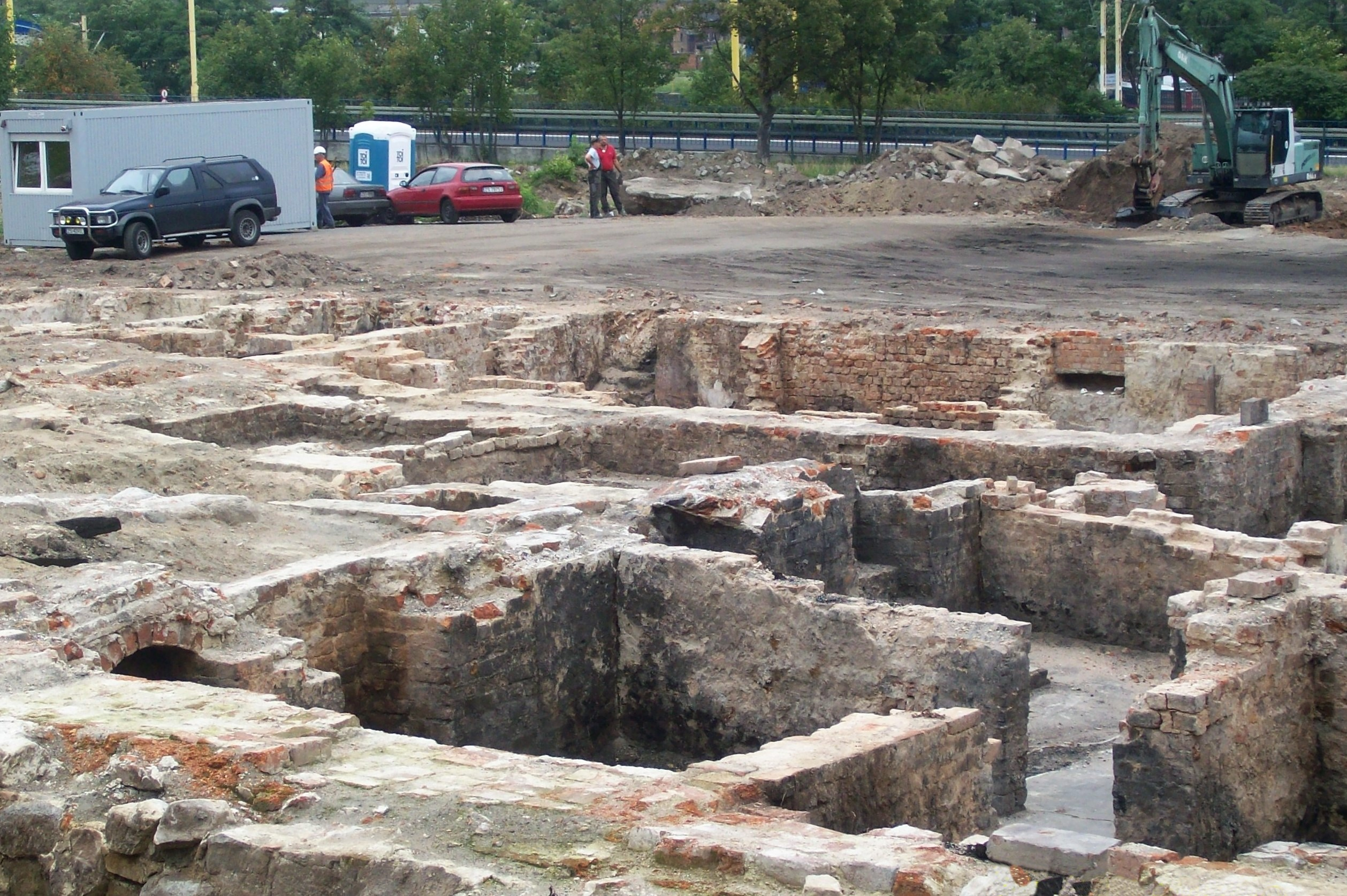
Fundamente der Mietshäuser (2008)

In den 1980er Jahren wurde ein Wettbewerb zur Entwicklung des unteren Teils der Altstadt, polnisch "Podzamcze", ausgeschrieben. Die Genossenschaft Podzamcze wurde gegründet, um den Entwurf von Professor Stanisław Latour zu verwirklichen.  Der Fall des Kommunismus und Probleme mit der Dokumentation führten zu Verzögerungen bei der Realisierung der Investition. Schließlich begann 1994 der Prozess der Sanierung von Podzamcze. Um die Jahreswende 1996/1997 begann die Bebauung der Ostfront der Straße am Fuße des Schlosses, zwischen der heute nicht mehr existierenden Ulica Wyszaka und der Ulica Kuśnierska. Die Fundamente der Mietshäuser wurden freigelegt und der Wiederaufbau begann.

### Anfang des 21. Jahrhunderts

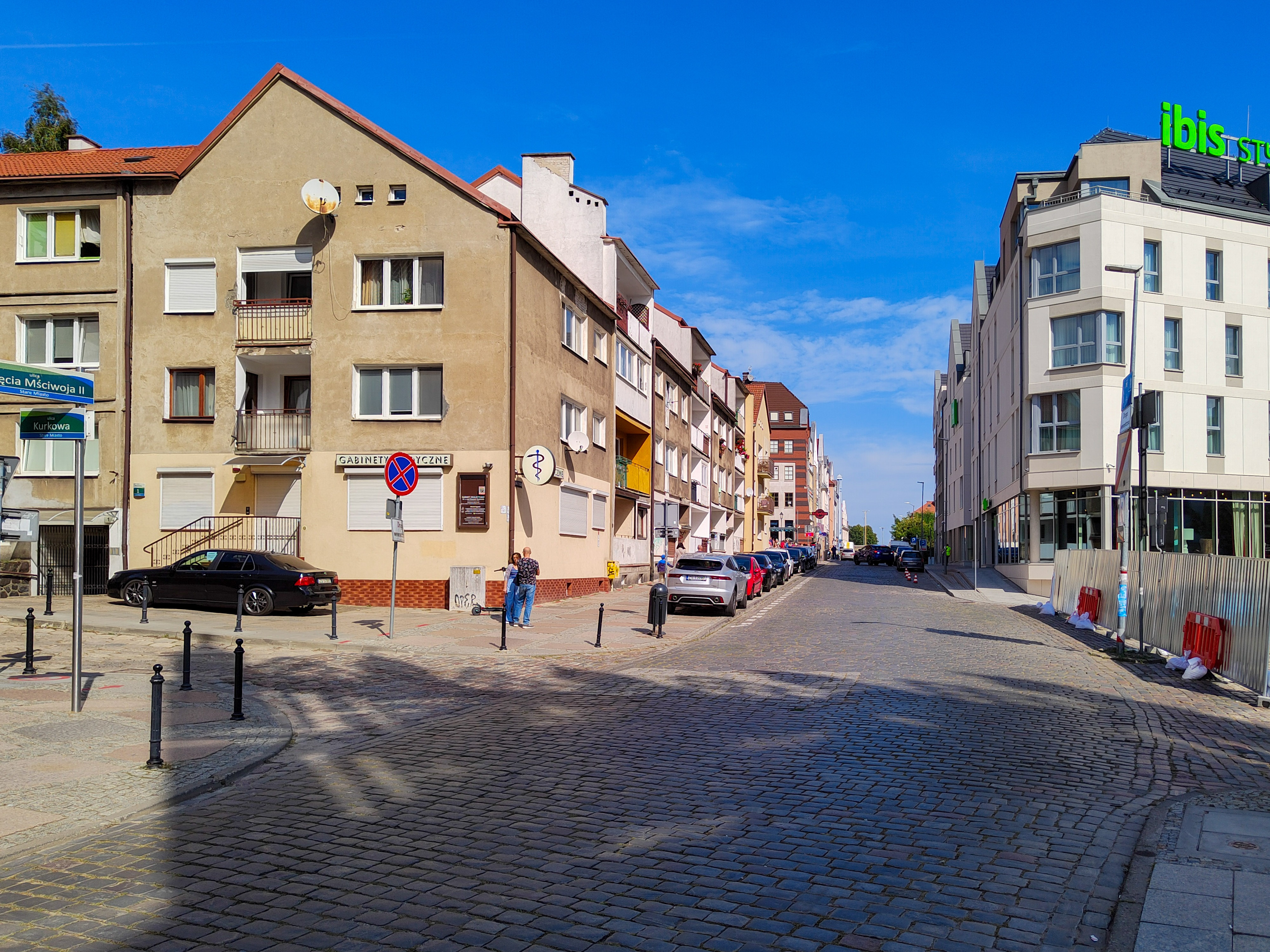
Blick auf die Straße von dem Rynek Nowy, rechts das neue ibis Hotel

Nach dem Zusammenbruch der Genossenschaft "Podzamcze" im Jahr 2001 wurden die Grundstücke der Mietshäuser auf 27 verschiedene Unternehmen aufgeteilt. Aufgrund des gemeinsamen Eigentums an den Grundstücken wurde der Bau der Gebäude gestoppt. Aus Geldmangel wurden auch die Ausgrabungen, die seit 1986 in der Straße durchgeführt worden waren, eingestellt. Im März 2007 wurden die Grundstücke auf der Ostseite der Straße, die der ehemaligen Genossenschaft Podzamcze gehörten, verkauft. Ein Jahr später wurde das Hotel Arkona abgerissen und die ersten Pläne für den Bau eines neuen Hotels vorgestellt.
Im Jahr 2010 wurde der Bau der Stadthäuser am Fuße des Schlosses abgeschlossen. Zwischen 2016 und 2017 wurden auf dem Gelände des ehemaligen Hotels Arkona archäologische Untersuchungen durchgeführt, bei denen die Fundamente und Keller der Mietshäuser sowie der gepflasterte nördliche Abschnitt der Straße Kurza Stopka freigelegt wurden. Die Ostseite der Straße zwischen Środowa und Kłodna sowie die beiden Straßenseiten von der Ulica Kłodna bis zur Ulica Duczyńskiego bleiben unbebaut.